# Brojač ljudi
Brojač ljudi, često zvan brojač posjetitelja ili brojač kupaca je uređaj koji se koristi kako bi se utvrdio broj ljudi koji prođu kroz određen prostor u određenom vremenskom intervalu.
Rezultat ovakve evidencije ovisi o preciznosti i tehnologiji na kojoj je sam uređaj zasnovan. Uređaji se najčešće postavljaju na ulazu u objekt kako bi se zabilježio ukupan broj ljudi.

## Razlozi za uporabu brojača ljudi
Postoje razni razlozi za uporabu brojača ljudi, a najčešći su:

### Logistikau maloprodaji
Uporaba sustava za brojanje ljudi se u prodaji ponajprije koristi kako bi se izračunala vrijednost zvana "conversion rate", ili "konverzija", odnosno postotak posjetitelja prodajnom objektu koji nešto kupe. Ovo je ključni pokazatelj uspješnosti prodajnog objekta i daleko je savršeniji u odnosu na tradicionalne metode koje se bave samo podacima o prodaji. Podaci o posjeti i postotku konverzije govore o tome kako je došlo do promjena u vrijednosti prodaje. Npr. u slučaju kada godišnja prodaja bilježi pad, možemo ustvrditi je li u pitanju pad posjete prodajnom objektu, ili je manje ljudi kupilo nešto u trgovini. 
Premda je evidencija broja posjetitelja široko primijenjena u razvijenim zemljama, procjenjuje se da tek 25% trgovina u svijetu koristi ovu metodu.

### Planiranje radnog rasporeda
Kako je potreba za izvjesnim brojem osoblja direktno povezana s intenzitetom posjete prodajnom objektu, precizna evidencija o posjeti pruža ključne pokazatelje za adekvatan radni raspored i maksimalnu produktivnost osoblja.

### Tedencija posjete
Mnoge javne institucije koriste uređaje za brojanje ljudi kao sredstvo za kontrolu prodaje ulaznica. U institucijama koje nekada ne naplaćuju ulaznice, kao što je muzej, biblioteka i sl. često postoji potreba za saznanjem o broju posjetitelja objektu. Tipičan primjer za to kod nas je "Noć muzeja" gdje i danas možemo vidjeti osoblje zaposleno u svrhu brojanja posjetitelja.

### Mjerilo uspješnosti zamarketing
Mnogi marketinški stručnjaci u oblasti maloprodaje koriste broj posjetitelja kao sredstvo mjerila uspješnosti marketinških kampanja. U većini slučajeva, vlasnici trgovačkih centara uzdaju se isključivo u iznos ukupne prodaje kao mjerilo uspjeha marketinga, no danas je sve više zastupljen trend uključivanja tedencije posjete pri ocjenjivanju marketinga. Najnovija marketinška mjerila kao što su CPM (Cost Per Thousand) ili SSF (Shoppers per Square Foot) postaju sve vrijednija sredstva u analizi uspjeha.